# I Wanna Be with You (DJ Khaled)
I Wanna Be With You è un singolo di DJ Khaled, Nicki Minaj, Future e Rick Ross.  È stato pubblicato il 2 agosto 2013, da We The Best Music Group, Cash Money Records e Republic Records come secondo singolo estratto dal suo settimo album Suffering from Success, uscito nel 2013. È stato scritto da DJ Khaled, Nicki Minaj, Future e Rick Ross e prodotto da Lee On The Beat e Khaled stesso. Il singolo ha raggiunto il 1º posto nella classifica statunitense di Billboard Bubbling Under Hot 100, che rappresenta le venticinque canzoni che non sono riuscite a raggiungere la vetta della Billboard Hot 100, e raggiungendo il 30º posto nella Billboaed Hot R&B/Hip-Hop Songs.

## Promozione del singolo
Il 23 luglio 2013, DJ Khaled ha proposto a Nicki Minaj, attraverso un video caricato su MTV, un anello di fidanzamento da dieci carati, disegnato da Raffaello & Co. del valore di 500,000 dollari. Lo stesso giorno, DJ Flex ha annunciato il nuovo singolo di Khaled, intitolato I Wanna Be With You, in collaborazione con la Minaj, Future e Rick Ross. Il singolo dimostra che di fatto la proposta di matrimonio alla rapper fu una "trovata pubblicitaria" per promuovere il suo singolo. In seguito, dopo la pubblicazione della canzone, Khaled ha detto che era tutto uno scherzo e un modo per promuovere il disco.

## Il video
Il 9 agosto 2013, il video musicale per la canzone è stato girato a Miami, in Florida. La cantante Ciara era presente nelle riprese, ma non appare nella canzone. Il video musicale viene pubblicato il 3 settembre 2013. Birdman appare in una scena del video.

## Classifiche
| Classifica (2013)                  | Posizione massima |
| ---------------------------------- | ----------------- |
| Bubbling Under Hot 100 (Billboard) | 1                 |
| Hot R&B/Hip-Hop Songs (Billboard)  | 30                |